# Anne Briggs
Anne Patricia Briggs (Toton, 29 settembre 1944) è una cantautrice inglese.
Dopo la pubblicazione dei primi due LP, la Briggs è scomparsa dalla scena musicale durante la registrazione del suo terzo album, pubblicato solo nel 1997; è stata una figura influente nel folk revival britannico, essendo una fonte di canzoni e ispirazione musicale per altri come A. L. Lloyd, Bert Jansch, Jimmy Page, The Watersons, June Tabor, Sandy Denny, Richard Thompson e Maddy Prior.

## Biografia
Sua madre morì di tubercolosi quando era giovane, mentre suo padre Albert fu gravemente ferito durante la Seconda Guerra Mondiale e lei fu cresciuta a Toton dalla zia Hilda e dallo zio Bill, che crebbero anche la sorella minore di Hilda, Beryl, e la loro figlia Betty. Per le vacanze scolastiche pasquali del 1959 un amico scozzese che lavorava a Nottingham che conosceva Ray Fisher e Archie Fisher, la invitò a fare l'autostop con lui da Nottingham a Edimburgo. Pernottarono da Archie Fisher, che a quel tempo era un personaggio di spicco nel revival della musica folk in Scozia, e tramite lui conobbe Bert Jansch, che aveva appena iniziato a comporre le proprie canzoni. Jansch e Briggs ebbero un'intesa immediata e si influenzarono a vicenda per diversi anni.
Nel 1960 a Nottingham fu notata da Ewan MacColl, in tour, che la sentì cantare Let No Man Steal Your Thyme e She Moves Through the Fair e la invitò prontamente a esibirsi sul palco quella sera: Briggs divenne quindi componente effettiva della tournée e registrò le stesse due canzoni in un album registrato dal vivo a Edimburgo più tardi nello stesso anno. Ben presto acquisì i contatti necessari per intraprendere la propria carriera musicale
.
Tra il 1960 e il 1962, Briggs frequentò un club di musica folk a Nottingham, gestito da Joy ed Eric Foxley, nel loro appartamento vicino alla Nottingham Goose Fair. Briggs visitò i principali club folk britannici che stavano diventando famosi, come il Troubadour e lo Scots Hoose, oltre a vari locali di musica irlandese. A quel tempo, l'enfasi in questi locali era sulla musica folk strumentale e il canto era considerato semplicemente una pausa tra un brano e l'altro. 
Briggs e Jansch vissero insieme in un'abitazione occupata a Earl's Court prima di trasferirsi insieme in una casa in Somali Road a Londra, dove visse John Renbourn e dove, per un certo periodo, vissero anche i The Young Tradition. Jansch e Briggs si somigliavano un po' e venivano spesso scambiati per fratello e sorella. Fu Briggs ad insegnare a Jansch la canzone tradizionale "Blackwaterside" che registrò nel suo album Jack Orion nel 1966.
Anne Briggs iniziò la sua carriera discografica contribuendo con due brani a un album tematico, The Iron Muse, pubblicato dalla Topic Records nel 1963; nello stesso anno fu pubblicato l'EP The Hazards of Love.
Tra il 1969 e il 1972 partecipa due volte alle Peel Sessions.

## Cover e omaggi
- Nel 1968 i Pentangle hanno inciso nel loro album Sweet Child la canzone della Briggs The Times Has Come.
- Nel 2009 i Decemberists hanno intitolato un loro album The Hazards of Love ispirati dall'omonimo EP della Briggs.
- Nel 2021 il cantautore britannico Robert Plant e la cantante statunitense Alison Krauss inclusero nel loro album Raise the Roof il brano Go Your Way della Briggs.

## Discografia

### Album
- 1971 - Anne Briggs (Topic, 12T 207)
- 1971 - The Time Has Come (CBS, 64612)
- 1997 - Sing a Song for You (Fledg'ling Records, FLED 3008)

### EP
- 1963 - The Hazards of Love (Topic, TOP 94)

### Collaborazioni
- 1963 - The Iron Muse